# یان اشتپانسکی
یان اشتپانسکی (انگلیسی: Jan Szczepański; ۲۰ نوامبر ۱۹۳۹ – ۱۵ ژانویهٔ ۲۰۱۷) بوکسور اهل لهستان بود.